# Achille Corona

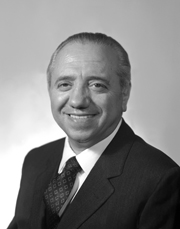
Achille Corona

Achille Corona (* 30. Juli 1914 in Rom; † 20. November 1979) war ein italienischer Politiker der Partito Socialista Italiano (PSI), der von 1948 bis 1972 Mitglied der Abgeordnetenkammer (Camera dei deputati) war. Zeitweilig bekleidete er Ministerämter und war zuletzt zwischen 1972 und 1976 Mitglied des Senats (Senato della Repubblica) sowie zeitgleich Mitglied des Europäischen Parlaments.

## Leben
Corona absolvierte nach dem Schulbesuch ein Studium der Rechtswissenschaften und war danach als Rechtsanwalt und Journalist tätig. Bei den Wahlen vom 18. April 1948 wurde er erstmals zum Mitglied der Abgeordnetenkammer (Camera dei Deputati) gewählt, in der er bis zum 24. Mai 1972 die Interessen der Provinz Ancona vertrat. Zu Beginn seiner Parlamentszugehörigkeit war er in der ersten und zweiten sowie zu Beginn der dritten Legislaturperiode zwischen Juni 1948 und Juni 1959 Mitglied des Innenausschusses. Daneben war er von Juni 1958 bis Mai 1963 Mitglied des Geschäftsordnungsausschusses sowie zwischen Juli 1959 und Mai 1963 Mitglied des Verfassungsausschusses.
Während der vierten Legislaturperiode war Corona zunächst von Juli bis Dezember 1963 Vizevorsitzender des Innenausschusses, ehe er am 4. Dezember 1963 von Ministerpräsident Aldo Moro als Minister für Tourismus und Veranstaltungen (Ministro del Turismo e Spettacolo) in dessen erstes Kabinett berufen wurde. Dieses Ministeramt bekleidete er bis zum 24. Juni 1968 auch im zweiten und dritten Kabinett Moro.
Corona, der zwischen November 1966 und Oktober 1968 vorübergehend der Partito Socialista Democratico Italiano (PSDI) angehörte und sich dann wieder der PSI anschloss, fungierte während der fünften Legislaturperiode zwischen Juli 1968 und Mai 1972 als Vorsitzender des Innenausschusses der Abgeordnetenkammer.
Bei den Wahlen vom Wahlen vom 7. Mai 1972 wurde Corona schließlich zum Mitglied des Senats (Senato della Repubblica) gewählt, dem er bis zum Ende der sechsten Legislaturperiode am 4. Juli 1976 als Vertreter der Region Marken angehörte. Während dieser Zeit war er Mitglied des Ständigen Senatsausschusses für Verfassungsangelegenheiten. Zwischenzeitlich fungierte er vom 6. Juli 1973 bis zum 31. März 1974 als Minister ohne Geschäftsbereich für die Umwelt im vierten Kabinett Rumor. Daneben war er zwischen dem 26. Oktober 1972 und dem 4. Juli 1976 auch Mitglied des Europäischen Parlaments.

## Schriften
- La verità sul 9 settembre, Società Editrice Avanti!, Milano 1945